# Zbrodnia w Ihrowicy
Zbrodnia w Ihrowicy – zbrodnia popełniona przez członków UPA z pomocą oddziału samoobrony ukraińskiej (SKW) w wigilijną noc 24 grudnia 1944 roku na polskiej ludności Ihrowicy na Podolu w dawnym powiecie tarnopolskim, na terenach zajętych przez Armię Czerwoną.

## Tło zbrodni
Ihrowica była wsią zamieszkiwaną zarówno przez ludność polską, jak i ukraińską. 17 grudnia zabito we wsi dwóch Polaków ochraniających zboże składowane w gmachu Domu Ludowego. W związku z tym w Ihrowicy zorganizowano stały posterunek istriebitielnych batalionów, mających odgrywać rolę samoobrony w razie napaści z lejtnantem Demianenką i sierżantem Siemionowem na czele. Podlegał on dowództwu w Hłuboczku.
24 grudnia czteroosobowy patrol z posterunku natknął się na większą grupę upowców, tylko dwóch żołnierzy uciekło po pomoc do Hłuboczka. Siemionow zginął w potyczce, drugi żołnierz – Kazimierz Litwin – został wzięty do niewoli i ścięty.

## Przebieg „Krwawej Wigilii”
W ataku na wieś wzięła udział sotnia z kurenia Burłaki (III WO Łysonia) dowodzona przez Iwana Szemczyszyna ps. „Czornyj”, wspomagana przez miejscowy oddział samoobrony ukraińskiej. W pierwszej kolejności został zaatakowany posterunek IB, w którym znajdowało się tylko sześciu obrońców. Został on ostrzelany z broni maszynowej, obrońcy odpowiedzieli pojedynczymi strzałami, jednak ostatecznie UPA nie zdobyła budynku. Na odgłos wystrzałów zareagował ks. Stanisław Szczepankiewicz, który zaalarmował wieś biciem w dzwon. Dzięki temu części ihrowiczan udało się uciec, ale ksiądz wraz z matką, siostrą i bratem zostali zamordowani siekierami.
Napastnicy podzielili się na grupy i atakowali polskie domy mordując napotkane rodziny. Miejscowi ukraińscy chłopi, którzy przybyli za oddziałem UPA, rabowali mienie Polaków i podpalali domy. Cała akcja była dobrze przygotowana, atakujący wiedzieli, gdzie mieszkają Polacy i w pierwszej kolejności zabijali rodziny znane z tradycji patriotycznej. Mieszkający na skraju wsi Polacy, którzy nie usłyszeli strzałów, ratowali się ucieczką w ostatniej chwili, odrywając się od wieczerzy wigilijnej. Niektórzy miejscowi Ukraińcy pomagali Polakom, ukrywając ich we własnych domach z narażeniem życia.
Następnego dnia ocaleni Polacy pogrzebali ofiary zbrodni i opuścili wieś. Po napadzie władze sowieckie nie przeprowadziły żadnego dochodzenia, co spowodowało, że miejscowi sprawcy mordu poczuli się bezkarnie. W 1945 roku zostało zabitych jeszcze kilka osób polskiej narodowości z mieszanych małżeństw.
 W sumie liczba ofiar zbrodni UPA i SKW w Ihrowicy wyniosła 89 osób. Materiały historyczne NKWD podają, że w Ihrowicy miało zginąć 67 Polaków.
Wkrótce po ukazaniu się pierwszego wydania książki Jana Białowąsa Wspomnienia z Ihrowicy na Podolu, w ukraińskim piśmie „Swoboda” 18 sierpnia 1998 roku ukazał się artykuł pt. Сповідь ката (pol. Spowiedź kata). Opisuje on literacko wspomnienia Dmytro Czernyhiwskiego, oficera KGB. W jej trakcie przypisuje on swojemu oddziałowi (NKWD) dokonanie zbrodni w Ihrowicy pod przebraniem banderowskim. Informacja o sprawstwie NKWD na podstawie wspomnienia Dmytro Czernyhiwskiego, znalazła się również w artykule Bogdana Huka w tygodniku „Nasze Słowo” z 8 lutego 2009 roku. Relacji tej nie potwierdzają opracowania historyków.

## Upamiętnienie ofiar
Na postawionym w 2008 roku pomniku w Ihrowicy umieszczona jest inskrypcja w j. polskim i ukraińskim z niewielką różnicą, w języku polskim napisano „zamordowanym”, a w ukraińskim „zginęli śmiercią tragiczną”: „Z dymem pożarów, z kurzem krwi bratniej do Ciebie, Panie, woła ten głos (Kornel Ujejski)”, oraz: „Około 90 Polaków mieszkańców wsi Ihrowica zamordowanych 24 grudnia 1944 r. Niech spoczywają w pokoju. Rząd Rzeczypospolitej Polskiej, Rodziny, 2007 rok”. Na skrzydłach pomnika widnieją imiona, nazwiska oraz wiek ofiar. 
W 1995 r. potomkowie Kresowian ustawili na cmentarzu parafialnym w Korfantowie pomnik upamiętniający ks. Stanisława Szczepankiewicza i pomordowanych mieszkańców Ihrowicy, Kołodna, Netreby i Kurnik.
W Kresowej Księdze Sprawiedliwych w kontekście Ihrowicy pojawiają się trzy nazwiska Ukraińców, którzy pomogli eksterminowanym Polakom:
- Mikołaj Hołyk,
- (?) Kotuń,
- (?) Tutiunnyk.

W 2010 roku powstał film dokumentalny pt. Zabili nas w Wigilię opowiadający o zbrodni.